# Fraxinus insularis
Fraxinus insularis — вид квіткових рослин з родини маслинових (Oleaceae).

## Опис
Дерева до 30 метрів заввишки. Листя 10–30 см: ніжка 5–8 см; листочків 3–5(7); листочкові ніжки (0.5)1–1.5 см; листкочкова пластинка довгаста, еліптично-ланцетної або ланцетної форми, 6–9(13) × 2–3.5(4.5) см, гола, в основі клиноподібна чи тупа, пилчаста чи цілокрая нижче середини, верхівка загострена, загострена, до хвостатої. Волоті кінцеві або кінцеві та бічні, 20–30 см, багатоквіткові. Квіти з'являються після листя. Чашечка дзвінчаста, ≈ 1–1.5 мм; зуби усічені. Віночок білий; частки лопатоподібні, ≈ 2 мм. Тичинки довші за частки віночка. Самара червоно-коричнева, довго лопатоподібна, 20–40 × 3.5–4.5 мм. Квітне у квітні й травні, плодить у липні — вересні.

## Поширення
Вид зростає в Китаї, Японії, Тайвані.
Вид надає перевагу берегам річок і прибережним територіям. У Японії вид зустрічається в гірських районах субтропічних і тропічних лісів. Тут він виростає лише до 10 метрів у висоту.

## Використання
Немає відомостей про використання чи торгівлю цим видом.